# リーバード
リーバード（Reaverd）とは、ロックマンDASHシリーズに登場する機械生命体。海外版での呼称は「ReaverBots」。

## 概要
何者かが生み出した自立起動型ロボット。街の外やダンジョン内部などに生息し、人間を見つけると無差別に襲い掛かってくる。ディフレクターによって動いており、破壊するとディフレクターのかけらが散乱する。大きさから形状、行動様式までその生態は様々であるが、人や動物の姿を模したものも多い。特にダンジョン内には無数に出現し、侵入者に攻撃を仕掛けてくるため、「遺跡の番人」「ディグアウターの天敵」と呼ばれている。しかし、中には侵入者に反応しない者やディフレクターを集めるだけの者、逆にディフレクターをばら撒く者も居る。人間並み、或いはそれ以上の知性を持ち、変形や他の機械との融合などの高度な機能を所持している者も存在する。
見た目はメカニカルだがリーバードがリーバードを捕食するような、非常に生物らしい行動も見せる。
その正体は、古代人及びマザーが製造したと思われる機械生命体である。
節ごとに五十音順で表記。

## 小型リーバード
ロックよりも小さい、もしくはほぼ同じ大きさのリーバード。多くは雑魚として登場する。
インミー
『2』に登場。刃を回転させながら直進するだけのリーバード。ポクテの遺跡の通路に無限に出現し、触れると必ず吹き飛ばされる。敵と言うよりは障害物。
オタマーン
『2』に登場。ガルガンフンミーと共に出現する、オタマジャクシ型リーバード。非常に耐久力が高く、たとえ倒しても無限に復活する。
オルフォン
『2』に登場。禁断の地ではボスとして、キモトマの遺跡では雑魚として出現する、狼もしくは犬型のリーバード。非常に素早く、周囲を回った後に突進攻撃をしてくる。
キャンナム
『1』に登場。天井を移動する蜘蛛のようなリーバード。天井から爆弾を落して攻撃してくるが、ある程度ダメージを与えると落ちてくる。
クルグル
『1』『2』に登場。平べったい体のリーバード。歯をガチガチと鳴らしながら体当たりをしてくる。普段は無敵だが、ひっくり返すことでダメージを与えられる。
コニー
『2』に登場。笑っているような丸い顔に足が生えただけのリーバード。キモトマの遺跡に生息し、近づくと逃げるか体当たりをしてくる。倒してもアイテムを落とさずに爆発するだけだが、投げて攻撃に利用できる。
ゴルベッシュ
『1』『2』に登場。左腕の盾で防御し、右腕から炎などで攻撃してくるリーバード。盾は強力な攻撃を加えると弾き飛ばすことができる。『1』では赤い一つ目だったが、『2』からは黒い二つ目になった。『1』と『2』では行動パターンが異なる。『3』にも登場する予定だった。
ザンスパイ
ナッカイの遺跡に生息。アリジゴクのような姿をしている。攻撃方法は体当たりのみ。
ジャッコー
『1』『2』に登場。プロペラを回転させて飛行する細長い体のリーバード。光弾や体当たりによる攻撃をしてくる。『1』では巣から出現するが、『2』では地中などから出現する他持ち上げてジャンプする事で滑空して遊ぶ事ができる。
シャルクルス
『1』『2』『トロンにコブン』に登場。両腕の爪による強力な突進攻撃を仕掛けてくるリーバード。動きも素早く、中には透明になる事ができるタイプもいる。また中型サイズも存在する。リーバードの中では特に厄介な相手。『3』にも登場する予定だった。
ジャンフォーデン
『2』に登場。鶏のようなトサカがあるリーバードで、キモトマの遺跡に二体生息している。耐久力が高く、遠距離では長射程の追尾ミサイル、近距離では爆弾を放って攻撃してくる。カリンカの遺跡には巨大なタイプが生息しており、攻撃も強力となっており、近づくと頭を振りながら突進してくる。
シュクテン
『1』に登場。普段は地面に固定されてじっとしているが、接近すると動き出し、自爆攻撃を仕掛けてくるリーバード。
シューバフン
『2』に登場。キモトマの遺跡やヘブンに生息する、地面から出現しロックを捕まえて体力を奪うトラップのようなリーバード。破壊することはできず、側転かジャンプで避けるしかない。つかまった場合、ボタン連打で脱出できる。
ジュニード
『2』に登場。普段は小さいが、近づくと膨らみ、回転しながら突進してくる、ハリセンボンのようなリーバード。
スカリット
『2』に登場。赤いスカートを身に着けた少女のようなリーバード。自分からは攻撃してこないが、ディフレクターが出現すると笑いながら素早く回収してしまう。持ち上げて他の敵に当てるか、強力な特殊武器でないとダメージは与えられないが、動きが素早い。
スノルビット
『2』に登場。禁断の地、カリンカの遺跡に生息する、兎型リーバード。地面から出現し、跳ね回った後に高速の光弾を発射する。持ち上げても、しばらくすると蹴り飛ばされる。
ターブル
『2』に登場。どんぐりのような奇妙な形状のリーバード。変な音を立てながら突進してくるほか、刃の回転するトラップの上に乗って、光弾を発射してくるタイプもいる。
バルカッチェ
『2』に登場。芋虫から蛾のような姿へ変態する虫型リーバード。芋虫の姿の場合は火炎を吐き、変態を遂げた後は痺れを引き起こす鱗粉のようなものを放ってくる。最初から蛾のような姿で登場する事も。
バルフラー
『2』に登場。ガルガルフンミーと共に出現する、ガルガルフンミーに食べられるだけのリーバード。
ハンゲカル
『2』に登場。カリンカ大陸の遺跡にのみ、三体だけ生息する鍵型リーバード。持ち上げるか調べる事で捕獲できる。正面から近づくと逃げるので、後ろから近づかなければならない。攻撃を当てるとしばらくダウンするが倒せない。
プーリアン
『2』に登場。マンダ島の遺跡の通路に生えている植物型リーバード。初めは攻撃をしてこないが、ダンジョンが活性化すると同時に動き出し、無数の弾を放ってくる。口の中を狙うか、強力な特殊武器を使えば破壊できる。
フールー
『1』に登場。空中に浮いているお面のようなリーバード。接近すると自爆して攻撃してくる。
フリットー
シャラクンの遺跡に生息。ゆっくりと回転しながら空中を漂っており、同時に何体も出現する。近づいてきて自爆する。
フリフェリ
ナッカイの遺跡に生息。凧のような姿をしたリーバード。突然出現するが、耐久力は低い。古代神像の頭部周辺にも出現し、こちらは倒しても無限に出現する。
フロンゲル
『2』に登場。蛙型リーバード。普段は小刻みに跳ねながら移動しているが、飛び越そうとすると大ジャンプをして妨害してくる。頭頂部に火を灯した赤いフロンゲルも出現し、触れると燃えによる特殊ダメージを食らう。
ポー
『2』に登場。禁断の地、キモトマの遺跡に生息。出現しても不気味な唸り声を上げながらゆらゆら動くだけで攻撃はしてこないが、接触もしくは攻撃する事で不気味な姿に変形し、手を振り回しながらゆっくりと追いかけてくる。『3』にも登場する予定だった。
ホロッコ
『1』『2』に登場。代表的な雑魚リーバード。体の下部から爆弾を発射するほか、回転しながら体当たりをしてくる。『1』では赤い一つ目だったが、『2』からは黒い二つ目になった。バリエーションも豊富で、爆弾の代わりに火球を放つレッドホロッコ、全身を炎で包んだファイアホロッコ、全身を冷気で包んだアイスホロッコなどが登場する。『3』にも赤い一つ目のタイプが登場する予定だった。
マイロク
『1』『2』に登場。てるてる坊主のような形状のリーバード。動きが遅く、攻撃方法も体当たりのみと非常に弱いが、大量のゼニーを落とす。素早い動きで逃げ回り地面を掘って逃走する者も居る。
ミータン
『2』に登場。人形のようなリーバード。空中を浮遊し、接近すると点滅してから自爆する。フールーと似た性質だが、こちらは大爆発による大ダメージを与えてくる。
ミミック
『1』『2』に登場。宝箱型リーバード。開けると爆弾を発射してくるタイプや、近づくと足が生えて走り出すタイプなどがいる。『3』にも登場する予定だった。
ミルミジー
『1』『2』に登場。ウネウネと動く蛇のようなリーバード。攻撃手段は体当たりのみでダメージも少ないが、緑色をしたタイプは触れるとエネルギー漏れの特殊ダメージを引き起こす。

## 中型リーバード
ロックよりも一回り大きいサイズのリーバード。総じて耐久力が高め。
アミスタル
『2』に登場。ゆっくりと回転している、紫色の球形のリーバード。扉を前で行く手を遮っていたり、通路の奥に出現する。近づくと小型の分身を無限に生み出し、自爆させて攻撃を行う。但し分身は16体になるとそれ以上は増えない。
アルコイタン
『1』『トロンにコブン』に登場。二本足で移動し、ステップを踏みつつ火球を発射して攻撃してくる。オルダコイタンと一対で出現し、対応するオルダコイタンを破壊すると動かなくなる。『3』にも登場する予定だった。
エングルポッツ
『2』に登場。キモトマの遺跡に出現し、目の前までやってきて、口から珍しい青いディフレクターを含むゼニーを出してくれるか、もしくはファイアホロッコを吐き出してくる。出した後は回転しながら去っていく。ファイアホロッコを倒さずに、彼に吐かせすぎるとゲームがフリーズしてしまう。
エングルボッツ
『2』に登場。ヘブンに出現するダークカラーのエングルポッツで、一回り大きい。こちらはダークな色をしたファイアホロッコを無限に吐いてロックの行く手を阻む。耐久力が高い。
オルダコイタン
『1』『トロンにコブン』に登場。アルコイタンに指示を出しているリーバード。アルコイタンと一対で出現し、破壊すると対応するアルコイタンは動かなくなる。基本的に攻撃してこないが、中には火球を発射するタイプもいる。
ガブンリー
『2』に登場。ヘブンのディフェンスエリアに生息。通路に出現し、倒さなければ先に進めない。接近すると分離した手足を飛ばして攻撃してくる。本体は無敵だが、手足4つを全て破壊すると同時に本体も破壊される。
カルブン
『1』に登場。カトルオックス島に生息。カバに似たリーバード。赤と緑の二種類がおり、緑はマシンガンと口からは四方に爆弾を撒く。赤はマシンガンのみで攻撃してくる。居住区やメインゲート内部に出現。耐久力が高い。
キングマイロク
『2』に登場。マイロクの数倍の大きさのリーバード。攻撃はやはり体当たりのみだが、マイロクと比べ逃げ去ることもなく、より多くのゼニーを落とす。
コルトコイタン
シャラクンの遺跡に生息。赤い炎を吐き、動きが素早い上に、警戒心があるので、近づくのは至難の業。
ジープコイタン
シャラクンの遺跡に生息。コルトコイタンに命令されて動く、無数のリーバード。主な攻撃はゆっくりと移動しながら、紫の炎を吐くだけだが、実は無敵で、コルトコイタンを倒されるまで執拗に追いかけてくる。
ジュレイド
『2』に登場。広いエリアに生息。普段は一定の場所を走り回っているが、接近すると突進しながら腕を振り回して攻撃してくる。避けてもドリフトしながら方向転換をして再び接近してくる。一撃で大ダメージを与えると、倒れてもがくだけとなる。
ネイクル
『2』に登場。キモトマの遺跡に生息する龍のようなリーバード。溶岩の中を泳ぎ、突然飛び出して口から光弾を吐いて攻撃してくる。倒してもアイテムは落とさない。
ノリエイビー
『2』に登場。ニーノ島の遺跡、キモトマのダンジョンに生息する魚型リーバード。背中に乗ることができる。主に広い部屋に生息し、体当たりと、口から発射するミサイルで攻撃してくる。小型の者もいるがこちらは主に通路に出現し、攻撃は体当たりのみで背中にも乗れない。共通して水がなくなるとビチビチと跳ねるだけの無力な存在となる。
ハリーン
『2』に登場。ヘブンのディフェンスエリアに生息。4本足で移動し、重力によって攻撃方法が変化する。広い部屋に出現し、倒すまで出る事はできず、耐久力も高い。
フィルシュドット
『1』に登場。魚型リーバード。ジュウイン湖のサブゲートにある水の壁から出現。耐久力が高く、大ダメージを食らう円状のビームを発射してくる。『3』にも登場する予定だった。
フィンゲリー
『2』に登場。中心の赤い球体からバリアをはる、柱のような二足歩行のリーバード。頭頂部から追尾する光弾を発射してくる。歩いてくる者とじっとして動かない者の2種が居る。
マンドマンタル
『2』に登場。ニーノ島の遺跡にのみ生息する、エイのようなリーバード。敵意がなく、触れてもダメージを受けることもない。背中に乗ることで足場として利用できる。非常に耐久力が高く、多少攻撃してもびくともせずに無視されるが、しつこく攻撃すると無数の光弾を放って反撃してくる。倒しても体は消滅せず、アイテムも落とさない。『3』にも登場する予定だった。
マンムー
『2』に登場。マンモス型リーバード。禁断の地、カリンカの遺跡、キトのダンジョンに生息。攻撃は突進のみ。カリンカの遺跡にはあらゆる攻撃を受け付けない赤い色をした無敵の三体が出現するが、この三体を穴に落す事で扉のロックが解除される仕組み。

## 大型リーバード
ロックの十数倍の大きさのリーバード、多くはボスとして登場する。
ガイニー・トーレン
『1』に登場。列車のように連結された胴体をもち、一番後ろのハッチ内からレッドホロッコとシャルクルスを生み出している。ハッチの内部以外は無敵。
ガルガルフンミー
『2』に登場。マンダ島の遺跡とヘブンでボスとして出現する蛙型リーバード。長い舌による攻撃のほか、口からは泡、頭頂部からは痺れを引き起こすガス、巨体を利用した踏み潰しで攻撃してくる。普段は無敵だが、口の中もしくはひっくり返ったときにダメージを与えられる。また、体力が減るとバルフラーを捕食して回復する。よく「ガルガンフンミー」と言われることがあるが、正しくは「ガルガルフンミー」である。
ガルドリデン
『1』に登場。ジュウイン湖のボスで、普段はただの黄色い円柱状の物体だが、レッドディフレクターを取ると人型に変形し動き出す。頭部以外は無敵で、ヘッドスライディングや衝撃波、接近された時のみ蹴りで攻撃してくるが、攻撃はその三つしかなく、動きも単調。
カルムナバッシュ
『1』に登場。狼もしくは犬型のリーバード。飛び掛りのほか火炎を放って攻撃してくる。カトルオックス島では赤、青、白の色の三体が生息し、ウラコイ島では紫色の固体が生息。
ザンスパイ（親）
ナッカイの遺跡に生息。アリジゴクのような姿をしている。常に流砂にとどまっている。ザンスパイを生み出す。
ジャイワン
『2』に登場。リドの遺跡、ヨーションカの廃坑、ポクテのダンジョンでボスとして登場。体の前面から生えた長い腕を使って、なぎ払いや地面を叩いて衝撃波を放ってくる。弱点はお尻に生えているトゲ。
ハバルール
『トロンにコブン』に登場。近づくと襲い掛かってくるが、普段は砂の中でじっとしている。4本の脚に赤い瞳を中心に回転する円柱状の胴体を持つ。基本的には突進してくるだけだが、ビームを放って攻撃してくる個体もいる。
グラビアゥワ
シャラクンの遺跡に生息。「聖なる輝石」を守っている、植物型リーバード。花弁がついた体を回転させながら低空を飛行する。弱点は体の下部の穴で、コブンが中に入ることでダメージを与えられるが、そこから炎を吹き出して攻撃することもある。
ハンムルドール(赤)
『1』に登場。片腕が杭のような形状となっている。攻撃パターンは突進して腕を叩きつけるのみとシンプル。海の遺跡にボスとして出現。一度倒された後も復活してロックを追跡したが、結局逃げられる。
ハンムルドール(青)
『1』『トロンにコブン』に登場。ハンムルドール(赤)の強化版。カトルオックス島にザコとして出現。両腕が杭のような形状となっている。新たに両腕をミサイルのように発射する攻撃が加わっている。シャクランの遺跡のものは目からレーザーを放つ。
ヒプルバシ
ナッカイの遺跡の最深部に生息。「ダイアナの涙」を守っている、カバのようなリーバード。自身ではほとんど動かず、追尾性のある浮遊爆弾をぶつけてくる。足元に子供のヒプルバシがいるが、そちらはグスタフの指揮弾をブロックしてくる。
ミドス
『2』に登場。ニーノ島の遺跡、キモトマのダンジョン、ヘブンに出現するクラゲのようなリーバード。透明な体の中心には人形のようなものが見える。必ず三体で出現し、頭頂部から追尾する光弾、痺れの特殊ダメージを含む体当たりのほか、大爆発する小さい分身を生み出して攻撃してくる。水がないと移動はできない。
リンブルメンジ
『2』に登場。顔の付いた球状の本体を中心に、ゲル状の物体で全身を包んでいる。カリンカの遺跡のボスとして登場。普段は攻撃もしてこないでエリア内をウロウロしているだけだが、封印の鍵を手に入れると戦闘体制に入る。戦闘態勢に入る前にも攻撃が可能で、攻撃すると体が潰れて動かなくなる。

## 超大型リーバード
画面に収まりきらないほどの巨体を誇るリーバード。どちらも『2』に登場。
ウォージーガイロン
最大のリーバード。キモトマの遺跡に生息し。骸骨のような体に、頭に長いトサカのようなものを持ち、これを叩きつけて攻撃してくる。いくら攻撃しても溶岩を食べて回復してしまう。溶岩がなくなると回復ができず、四つん這いの体勢へと移行。口からは火炎、膝からは追尾する光弾で攻撃してくる。
ラシマンムー
禁断の地でボスとして登場する巨大なマンモス型リーバード。鼻から発射される無数の雪弾、ジャンプによる衝撃波、本体下部から発射される高速で追尾する光弾など、序盤に登場するにもかかわらず、非常に強力な攻撃を仕掛けてくる。

## 最新型超高級リーバード
マザー直属の最高級新型リーバード。高度な知能を備え、人間の姿に変形、機械との融合など、他のリーバードにはない能力を備えている。どちらも『2』に登場。
ガガ
ユーナに従う、飛竜のような姿をした銀色のリーバード。デモでのみ登場。人間の青年の姿にもなれる。
ジジ
セラに従う、飛竜のような姿をした金色のリーバード。人間の青年の姿にもなれる。終盤にて本性を現し、ロックとサルファーボトムの甲板で戦う。突進と強力な光弾、爆撃で攻撃してくる。瀕死に追い込むと甲板に墜落し、正面からは火炎放射、後ろからは尾で振り払いをしてくる。小型飛行船を一撃で撃墜するなど火力も高く、機動力もある。